# Periklis Iakovakis
Periklís Iakovákis, grško Περικλής Ιακωβάκης, izgovorjava periˈklis iakoˈvacis, grški atlet, * 24. marec 1979, Patras, Grčija.
Iakovakisova paradna disciplina je tek na 400 m z ovirami, v katerem si lasti državni rekord. Prav tako je v tej disciplini devetkrat osvojil grško državno prvenstvo.

## Kariera
Leta 1998 je Iakovakis osvojil zlato na Svetovnem mladinskem prvenstvu v francoskem Annecyju, s časom 49.82. Pet let kasneje si je prav tako v Franciji, na pariškem stadionu Saint-Denis, pritekel bron na Svetovnem prvenstvu 2003. V finalu je tedaj dosegel čas 48.24, zaostal je le za Dominikancem Félixom Sánchezom in Američanom Joeyem Woodyjem.
6. maja 2006 je dosegel svoj osebni rekord, 47.82. Ta čas mu je uspel na turnirju Turneje svetovne atletike v japonski Osaki. Le tri mesece zatem je Iakovakis še slavil na svojem prvem večjem tekmovanju, ko je v švedskem Göteborgu postal evropski prvak. S časom 48.46 je v finalu ugnal vso konkurenco, drugo mesto je zasedel Poljak Marek Plawgo. 
Po osvojitvi naslova evropskega prvaka je Iakovakis s časom 47.92 slavil še na tradicionalnem mitingu Zlate lige v švicarskem Zürichu (Zürich Weltklasse).
Leta 2009 je Iakovakis na zadnji priredbi Finala svetovne atletike v domačem Thessalonikiju osvojil bron. Naslednje leto, leta 2010, si je za cilj sezone postavil obrambo evropskega naslova na prihajajočem Evropskem prvenstvu v Barceloni, Španija. Že zgodaj v sezoni, marca, je nato utrpel manjšo poškodbo velike mečne mišice. Ko si je opomogel, je pričel s pripravami v Južni Afriki in na Cipru. V izjavah pred prvenstvom je kot svojega glavnega tekmeca izpostavil Valižana Davida Greena. Na prvenstvu se je najprej zanesljivo prebil skozi kvalifikacije, a je nato skoraj obstal že v polfinalu. S skromnim časom 50.33 si je kot peti v svoji polfinalni skupini namreč mesto v finalu zagotovil šele kot srečni poraženec. V finalu je nato tekel bolje, dosegel je čas 49.38, kar pa je bilo dovolj le za 5. mesto, čeprav je imel v zaključni ravnini dobro izhodišče celo za vsaj srebro. Zlato je pobral prav Valižan Greene, ki je suvereno slavil s časom 48.13.

## Osebni rekordi
| Disciplina        | Dosežek | Prizorišče              | Datum            |
| ----------------- | ------- | ----------------------- | ---------------- |
| 400 m z ovirami   | 47.82   | Osaka, Japonska         | 6. maj 2006      |
| 400 m             | 46.35   | Rethymno, Kreta, Grčija | 7. julij 2002    |
| 400 m (v dvorani) | 47.03   | Pirej, Grčija           | 13. februar 1999 |

- Vir:[3]